# Andrea Galluccio

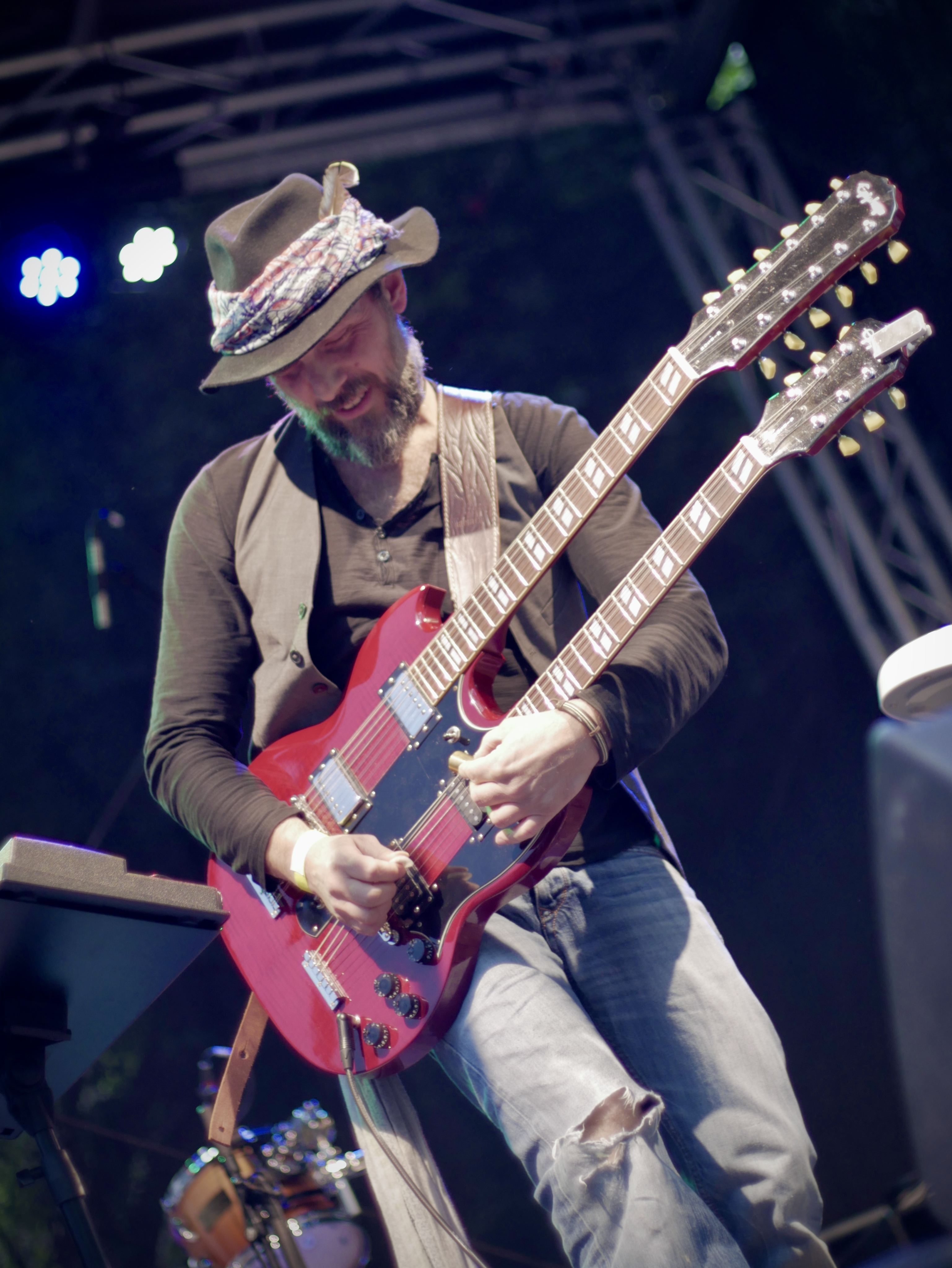
Andrea Galluccio Portrait 1

Andrea Galluccio (* 25. September 1974 in Mailand) ist ein italienischer Musiker, Komponist und Multiinstrumentalist.
Sein Stil vereint Einflüsse aus Rock, Blues, Jazz, Weltmusik und klassischer Musik.

## Leben und Karriere
Andrea Galluccio studierte zunächst Klassisches Klavier sowie Musiktheorie und Komposition an der Accademia di Musica „Heitor Villa-Lobos“ in Mailand (Italien). Danach wandte er sich aus Leidenschaft zur Blues- und Rockmusik dem Gitarrenspiel zu, dass er autodidaktisch – inspiriert von seinen musikalischen Vorbildern – erlernte. Sein Spiel entwickelte er neben langjähriger Praxis, sowie in Begleitung durch Unterricht bei verschiedenen Gitarristen und Workshops, fortwährend weiter.
Andrea Galluccio arbeitete als professioneller Musiker in Mailand (1991–1994), London (1994–1999), New York (2000) und Berlin (2000–2006) mit verschiedenen Ensembles, Bands und Theatergruppen live sowie im Studio zusammen. In den Jahren 1999 bis 2000 produzierte er das Rock-Epic-Symphonic-Concept-Album The Legend of the Black Stone, das das Interesse von Joey DeMaio, Bassist der US-amerikanischen Metalband Manowar, weckte. Dies führte zu einer Studiozusammenarbeit mit der Sängerin Christine Matovich in London und New York.

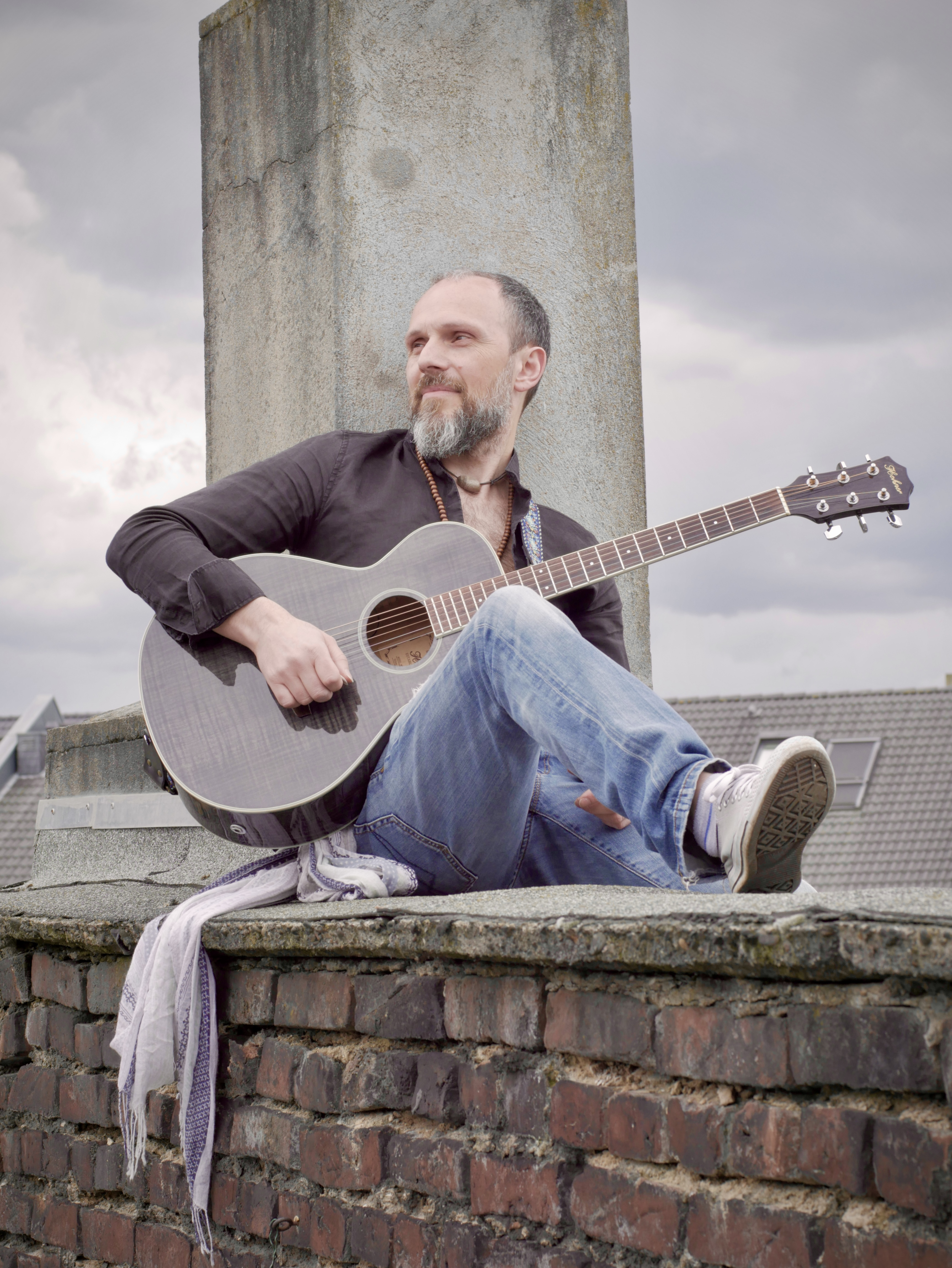
Andrea Galluccio Portrait 2

In den folgenden Jahren spielte Galluccio u. a. mit der US-amerikanischen Jazz- und Bluessängerin Brenda Boykin, komponierte Musik für Tänzer des Pina Bausch Ensembles sowie für Theater- und kleinere Filmproduktionen. 
Zu seinen früheren Bandprojekten zählen die Rockbands Temple und The Bard (beide London), das Fantasy-Folk-Akustik-Duo The Story Tellers, das World-Crossover-Duo Ombelico sowie die Band Back to the Roots. 
Seit 2006 lebt er in Wuppertal, wo zahlreiche Kollaborationen und Konzentrationen auf Solo- und Duoprojekte entstanden.
Im Jahr 2021 eröffnete Galluccio gemeinsam mit dem Lichtkünstler Gregor Eisenmann das 17. Wuppertaler Jazzmeeting.
Aktuell ist Galluccio mit seinem 2025 veröffentlichten Solo-Debütalbum LONGING als Solokünstler unterwegs und unterzeichnete einen Vertrag beim Berliner Independent-Label uniSono-Records.

## Diskografie
Alben
- 1996: Temple
- 1999: The Legend Of The Black Stone
- 2000: The Story Tellers
- 2009: Ombelico
- 2014: Back To The Roots
- 2025: Longing (uniSono-Records)

Singles
- 2024: Warrior's Song
- 2025: Caravan (Remix)